# ویلیام وادزورث
ویلیام وادزورث (انگلیسی: William Wadsworth; ۱۷ دسامبر ۱۸۷۵ – ۲۹ اوت ۱۹۷۱) قایقران روئینگ اهل کانادا بود.